# If You Can Put That in a Bottle
"If You Can Put That in a Bottle" är en sång skriven av Billy Meshel och inspelad av honom 1969.
Peter Himmelstrand skrev en text på svenska som heter "En man i byrån", vilken spelads in av Lill Lindfors och gavs ut på singel 1969. Hennes version låg även på Svensktoppen i 14 veckor under perioden 7 december 1969–8 mars 1970, och bland annat var etta. Lill Lindfors vägrade under flera års tid framföra låten, eftersom många tolkade sångtexten som en dildometafor.
Med text på tyska av Curl List spelades sången även in av Agnetha Fältskog som "Ein Kleiner Mann In Einer Flasche", och släpptes på singel 1970.